# Embryonic
Embryonic – dwunasty album The Flaming Lips. Został nagrany w opuszczonym domu należącym do Stevena Drozda i wyprodukowany przez zespół.
Jej brzmienie znacznie różni się od trzech poprzednich płyt zespołu, jest mniej wypracowane w studio, a bardziej spontaniczne i agresywne. Większość utworów powstała z improwizacji, a jako inspiracje zespół podawał Joy Division, On the Corner Milesa Davisa i piosenki takie jak „Instant Karma” Johna Lennona. W dwóch piosenkach można usłyszeć Karen O z zespołu Yeah Yeah Yeahs, a w jednej zespół MGMT.
Mimo że jest to album podwójny, został wydany na jednym CD. Album został udostępniony w formie streamu 17 września 2009. na stronie programu The Colbert Report.
Perkusista Kliph debiutuje na tym albumie jako regularny członek zespołu, a nie jedynie koncertowy.

## Lista utworów
1. „Convinced of the Hex” – 3:56
2. „The Sparrow Looks Up at the Machine” – 4:14
3. „Evil” – 5:38
4. „Aquarius Sabotage” – 2:11
5. „See the Leaves” – 4:24
6. „If” – 2:05
7. „Gemini Syringes” – 3:41
8. „Your Bats” – 2:35
9. „Powerless” – 6:57
10. „The Ego’s Last Stand” – 5:40
11. „I Can Be a Frog” (z Karen O) – 2:14
12. „Sagittarius Silver Announcement” – 2:59
13. „Worm Mountain” (z MGMT) – 5:21
14. „Scorpio Sword” – 2:02
15. „The Impulse” – 4:06
16. „Silver Trembling Hands” – 3:58
17. „Virgo Self-Esteem Broadcast” – 3:45
18. „Watching the Planets” (z Karen O) – 5:16